# NICE Ltd.
NICE Ltd.（ヘブライ語: נייס ）はイスラエルを拠点とする会社であり、電話の音声録音、データセキュリティ、監視、ロボティック・プロセス・オートメーション、および録音データを分析するシステムを専門としている。
同社は、金融サービス、電気通信、ヘルスケア、アウトソーサー、小売、メディア、旅行、サービスプロバイダー、公益事業など、さまざまな業界にサービスを提供している。
同社の株式はテルアビブ証券取引所に上場しており、TA-35インデックスの一部である。  Barak Eilamは、 Zeevi Bregmanの後任として2014年4月に最高経営責任者に就任した。 Eilamは以前、同社の南北アメリカ部門を統率していた。 2020年11月の時点で、同社は6,800人の従業員数を抱える。 

## 歴史
NICEは、1986年に7人のイスラエル軍の元同僚によってネプチューンインテリジェンスコンピュータエンジニアリング（NICE）として設立された。同社は当初、セキュリティおよび防衛の技術開発に重点を置いていたが、その後、主にコンタクトセンター、金融サービス、ビジネスインテリジェンス市場向けの商用アプリケーションに注力した。 